# エディー・ボー
エディー・ボー（Eddie Bo、1930年9月20日 - 2009年3月18日）は、アメリカ合衆国ルイジアナ州ニューオーリンズ出身のピアニスト、シンガー。本名は、エドウィン・ジョセフ・ボケイジ。ニューオーリンズのR&Bシーンが活況を呈していた1950年代より50年以上にわたって活躍した。
彼自身はヒットに恵まれていないが、彼の持ち歌である「I'm Wise」は、リトル・リチャードによって取り上げられ、「Slippin' and Slidin'」の名でヒットとなった。1960年代の後半以降は、ファンキーなサウンドを展開し、ニューオーリンズ・ファンクの一端を担った。

## 来歴
母はピアニスト、また叔父やいとこがジャズ・オーケストラで活躍するという音楽一家に生まれたボーは、当初はニューオーリンズのジャズ・シーンで活動を始めた。しかしながら、やがてより稼げる選択肢として、R&Bをプレイするようになった。芸名をスパイダー・ボケイジと名乗り、彼のバンドは、ルース・ブラウン、アール・キングらR&Bのスターたちのバックをつけるようになった。
1955年、エイス・レコードよりデビュー。翌1956年にアポロ・レーベルよりリリースした「I'm Wise」は、「Slippin' and Slidin'」の名でリトル・リチャードに取り上げられ、広く知られるようになった。この他、地元リック・レーベルから「Every Dog Has Its Day」「Check Mr. Popeye」など多くの曲をリリースしているほか、チェス、チェッカーにもレコーディングを残している。
1960年代に入ると、地元の零細レーベルから単発的にシングルをリリースし続け、またアーマ・トーマス、ジョニー・アダムスら、他のアーティストのプロデューサーとしても活躍した。1960年代後半には、ニューオーリンズ・ファンクの原型とも言えるファンキーなサウンドを展開。1969年のスクラム・レーベルからのシングル「Hook and Sling (Parts 1 & 2)」は、ボーのそのような側面を示した快作で、彼の曲としては最もよく知られているもののひとつである。
1970年代に入ると、自身のレーベル「Bo-Sound」を立ち上げてそこから作品をリリースするようになった。このレーベルは一度休眠状態になっていたが晩年に復活し、彼は再びいくつかの作品を同レーベルからリリースしている。
2003年には、自身のクラブ、チェック・ユア・バケットをニューオーリンズ市内に開店するものの、2005年のハリケーン・カトリーナで被害を受け閉店してしまった。
2009年3月19日、ボーは心臓発作により死去した。

## ディスコグラフィ

### オリジナル・アルバム
- 1977年 『The Other Side of Eddie Bo』 (Bo-Sound)
- 1980年 『Watch For The Coming』 (Bo-Sound)
- 1993年 『New Orleans Piano Riffs for D.J.’s』 (Tuff City)
- 1995年 『Eddie Bo and Friends』 (Bo-Sound)
- 1995年 『New Orleans Solo Piano』 (Night Train International)
- 1996年 『Shoot From The Root』 (Soulciety)
- 1996年 『Back Up This Train』 (Bo-Sound)
- 1998年 『Hole In It』 (Soulciety)
- 1998年 『Nine Yards of Funk』 (Bo-Sound)
- 2001年 『We Come To Party』 (Bo-Sound)
- 2007年 『Saints, Let's Go Marching On In』 (Bo-Sound)
- 2016年 『1991シーセイント・セッションズ』 - 『The 1991 Sea-Saint Sessions』 (Last Music Co.)

### コンピレーション・アルバム
- 1988年 『Vippin' & Voppin'』 (Charly)
- 1988年『チェック・ミスター・ポパイ』 - 『Check Mr. Popeye』 ( Rounder)
- 1994年 『I Love To Rock ‘N’ Roll』 (Famous Groove)
- 1996年 『The Hook And Sling』 (Funky Delicacies)
- 2006年 『フック・アンド・スリング』(Clink)[5]
- 1997年 『The Best of Eddie Bo』 (Hubbub)
- 2008年 『イン・ザ・ポケット・ウィズ・エディー・ボー』 - 『In the Pocket With Eddie Bo』 (Vampi Soul)
- 2015年 『ベイビー・アイム・ワイズ ザ・コンプリート・RIC・シングルス 1959-1962』 - 『Baby I'm Wise: The Complete Ric Singles 1959-1962』 (Ace)